# Zespół budynków mieszkalno-usługowych „Bolek” i „Lolek” w Łodzi
Zespół budynków mieszkalno-usługowych „Bolek” i „Lolek” – 2 domy mieszkalne wielorodzinne, położone przy ul. Ludwika Zamenhofa 1/3 („Bolek”) i 5 („Lolek”) w Łodzi, zaprojektowane przez Bolesława Kardaszewskiego i Joannę Matuszewską, powstałe w latach 1978–1984. Kompleks budynków stanowi Dobro Kultury Współczesnej, określone w Studium Uwarunkowań i Kierunków Zagospodarowania przestrzennego Miasta Łodzi, oznaczone symbolem DKW-41o.

## Historia
Zespół zabudowy mieszkaniowej przy ul. L. Zamenhofa powstał w miejscu wyburzonych, XIX-wiecznych budynków. Kompleks budynków był realizacją ambicji jego głównego architekta – Bolesława Kardaszewskiego. Autor chciał zrealizować budynek, który miałby stać przy ul. Piotrkowskiej. Nazwę „Bolek” wyłonili czytelnicy Dziennika Łódzkiego dla budynku zlokalizowanego u zbiegu ul. L. Zamenhofa i ul. Piotrkowskiej od imienia twórcy – Bolesława Kardaszewskiego. W związku z budową bliźniaczego obiektu u zbiegu al. T. Kościuszki i L. Zamenhofa czytelnicy zasugerowali, by nadać mu imię „Lolek” w nawiązaniu do popularnego serialu animowanego Bolek i Lolek. Zespół zabudowy przy ul. Zamenhofa jest ostatnią, liczącą się w dorobku, realizacją Kardaszewskiego.

## Architektura
Budynek postrzegany jest zarówno jako postmodernistyczny, jak i zaprojektowany w duchu modernizmu – architekci celowo uwydatnili łączenia płyt betonowych, realizując tym samym modernistyczną ideę szczerości w architekturze. Obiekt został wykonany z żelbetu. Jego elewacja pokryta jest białym tynkiem, a także lakierowanym drewnem. W latach 2020–2021 dokonywany był remont „Bolka” i „Lolka”. Budynki przeszły termomodernizację. W celu nawiązania do pierwotnego wyglądu budynku, wykonano żłobienia w tynku, mające imitować podziały między płytami żelbetowymi, ponadto zniszczone drewniane elementy ścian wymieniono na nowe, nawiązujące do oryginalnych.